# Stepán Krashenínnikov
Stepán Petróvich Krashenínnikov (Степа́н Петро́вич Крашени́нников) (11 de noviembre de 1711, Moscú-8 de marzo de 1755, San Petersburgo) fue un naturalista, explorador y geógrafo ruso que dio la primera descripción completa de la península de Kamchatka a principios del siglo XVIII.
Krashenínnikov fue educado en la Academia Eslava Greco Latina de Moscú (1724-32), donde Mijaíl Lomonósov fue su compañero de estudios. Luego continuó su educación en San Petersburgo, antes de embarcarse en largos viajes por Siberia (1733-36) y participar en la segunda expedición a Kamchatka (1737-41).
En 1736 llegó a Kamchatka para preparar la llegada del equipo científico de la expedición, pero que no lograron llegar a tiempo. También fue responsable del estudio de esa región, solo, y acompañado de un soldado y de intérpretes, recibía por correo las instrucciones de los científicos que quedaron detrás.
En 1738, el botánico Georg Wilhelm Steller (1709-46) se unió a él para ayudarle en su investigación, aunque en 1740 le dejó para unirse al grupo de Vitus Bering, que navegaría hasta la costa occidental de América del Norte, un viaje en el que Bering fallecería.
A su regreso a la capital rusa en 1743, Krashenínnikov obtuvo un puesto como profesor de botánica e historia natural y fue nombrado miembro de la Academia de las ciencias de San Petersburgo en 1750.
Krashenínnikov escribió el relato detallado de las plantas y los animales de la zona que había visitado, y también de la lengua y la cultura de los pueblos indígenas, itelmenos y koriakos, con quien se entendió muy bien. Su descripción de Kamchatka fue publicada después de su muerte, en San Petersburgo (Описание земли Камчатки, 1755, tomo 1, tomo 2 ). Una traducción al inglés fue publicada en 1764 y después una traducción francesa: Histoire et description du Kamtchatka [Historia y descripción de Kamchatka], Ámsterdam, ed. Rey., 1770. Krashenínnikov había comenzado a escribir una flora de Ingria, que fue completada por Gert en 1761.

## Honores

### Eponimia
Género
El botánico alemán Johann Anton Güldenstädt (1745-81) le dedicó en 1772 el Krascheninnikovia de la familia de las quenopodiáceas.
Especies
- (Asteraceae) Artemisia krascheninnikoviana Besser[2]

- (Asteraceae) Cancrinia krascheninnikovii (Rubtzov) Poljakov[3]

- (Asteraceae) Lepidolopha krascheninnikovii Czil. ex Kovalevsk. & N.A.Safralieva[4]

- (Brassicaceae) Rhammatophyllum krascheninnikovii A.N.Vassiljeva[5]

- (Caryophyllaceae) Acanthophyllum krascheninnikovii Schischk.[6]

- (Cyperaceae) Carex krascheninnikovii Komarov ex Hultén[7]

- (Poaceae) Elymus krascheninnikovii (Roshev.) Roshev.[8]

- (Polygonaceae) Polygonum krascheninnikovii (N.A.Ivanova) Czerep.[9]

- (Rubiaceae) Rubia krascheninnikovii Pojark.[10]

Uno de los volcanes de Kamchatka, el Krashenínnikov, fue nombrado en su honor.
- La abreviatura «S.Krasch.» se emplea para indicar a Stepán Krashenínnikov como autoridad en la descripción y clasificación científica de los vegetales.[11]